# Óceániai nemespapagáj
Az óceániai nemespapagáj (Eclectus infectus) a madarak (Aves) osztályának papagájalakúak (Psittaciformes) rendjébe, ezen belül a szakállaspapagáj-félék (Psittaculidae) családjába tartozó kihalt faj.

## Tudnivalók
Az Eclectus infectus egykori előfordulási területe Tonga egyes szigetei és Vanuatu voltak, azonban meglehet, hogy a Fidzsi-szigeteken is élt. 1989 novemberében, a Tongához tartozó 'Eua, Lifuka és 'Uiha nevű szigeteken, a késő pleisztocén és holocén kori rétegekben találták meg ezt a papagájt. Azonban leírására és megnevezésére csak 2006-ban került sor, amikor is David William Steadman amerikai paleontológus és ornitológus kezébe kerültek a maradványok. A madárból főleg végtagcsontok, koponyatöredékek és két szegycsont került elő.
A legközelebbi rokona, a ma még élő malukui nemespapagáj (Eclectus roratus), amelynek testéhez képest hosszabb szárnyai vannak, mint az egykori E. infectus-nak.
Feltételezések szerint ez a papagájfaj körülbelül 3000 évvel ezelőtt halhatott ki, amikor az ember megérkezett ezekre a szigetekre. 1793-ban, az olasz Alejandro Malaspina csendes-óceáni expedíciója során, a tongai Vavaʻu szigeten állítólag ilyen madarat figyeltek meg, amit le is rajzoltak; azonban nem lehet pontosan tudni, hogy az a madár tényleg E. infectus volt-e.

## Fordítás
- Ez a szócikk részben vagy egészben  az   Oceanic eclectus parrot című angol Wikipédia-szócikk ezen változatának fordításán alapul.  Az eredeti cikk szerkesztőit annak laptörténete sorolja fel. Ez a jelzés csupán a megfogalmazás eredetét és a szerzői jogokat jelzi, nem szolgál a cikkben szereplő információk forrásmegjelöléseként.